# Manthelon
Manthelon är en kommun i departementet Eure i regionen Normandie i norra Frankrike. Kommunen ligger i kantonen Damville som tillhör arrondissementet Évreux. År 2015 hade Manthelon 354 invånare.

## Befolkningsutveckling
Antalet invånare i kommunen Manthelon
Referens:INSEE